# Spring Hill (Tennessee)
Spring Hill – miasto w Stanach Zjednoczonych, w stanie Tennessee, w hrabstwie Maury. Liczy 43,8 tys. mieszkańców i należy do obszaru metropolitalnego Nashville. W latach 2010–2019 miasto odnotowało ponad 50% wzrostu ludności i tym samym jest najszybciej rozwijającym się miastem stanu Tennessee. Rozwojowi miasta sprzyjają, pobliskie położenie międzystanowej autostrady numer 65, oraz niskie ceny nieruchomości. 